# Giovanni Leonardo Marugj
Giovanni Leonardo Marugj (Casalnuovo, 12 gennaio 1753 – Manduria, 28 settembre 1836) è stato un medico italiano.

## Biografia
Educato dai padri scolopi, studiò in seguito logica, geometria, fisica e astronomia, finché si immatricolò nel 1773 all'Università di Napoli; ottenne però la laurea in medicina a Salerno, nel 1777. Intellettuale illuminista di vasta cultura, medico apprezzato e saggista, sostenne l'incompletezza dell'umana conoscenza e la sua non perfettibilità (Stato attuale delle scienze, 1792), così rinnegando di fatto la superiorità del secolo dei lumi.
Forte è comunque sul pensiero del Marugj l'influenza del sensismo, l'attenzione all'uomo e l'interesse per i meccanismi fisiologici che sovrintendono al funzionamento della mente e alla sua interazione con l'organismo, come nei Capricci sulla jettatura (1788) dove, in risposta alla Cicalata del Valletta, tentò una razionalizzazione della credenza popolare nel malocchio in termini di forze fisiche (gravità, elettricità). Da saggista fu inoltre impegnato su temi sociali (Memoria sull'abuso, 1789 e Lettera sul vantaggio, 1793).
Fu politicamente moderato, pur sostenendo la fazione repubblicana nella rivoluzione napoletana del 1799. In seguito alla caduta della Repubblica il Marugj, in una Napoli in preda alle violenze antigiacobine, venne protetto da Tommaso d'Avalos, marchese del Vasto e dalla sua consorte Maria Francesca Caracciolo, ricevendo asilo nella dimora di questi a Chiaia. Il 28 luglio del 1799 riuscì ad uscire da Napoli vestito da mendicante salendo su un carriaggio diretto a Ceglie Messapica, riparando infine nella città natale. Sebbene ricercato dalla Giunta di Stato il Marugj non venne condannato a morte grazie alla protezione di influenti esponenti realisti a Napoli. In seguito ai moti del 1820 fu eletto al Parlamento delle Due Sicilie come deputato per la Terra d'Otranto.

## Opere
- Malattie flatuose, trattato sul meteorismo, 1786-1787
- Capricci sulla jettatura, 1788
- Memoria sull'abuso di allattare i bambini col latte de' bruti cui si premette una lettera sul progetto di istituire case di educazione, 1789
- Stato attuale delle scienze, 1792
- Lettera sul vantaggio che recherebbe allo Stato la formazione de' zuccheri fatta nel Regno di Napoli, 1793
- Corso di studi sull'uomo, 1794-1795
- Gli amori di Tirsi tradotti nel 1801 e 1802 da un codice greco, romanzo allegorico pastorale, 1801-1802
- Autobiografia inedita di un illuminista salentino tra Napoli e Terra d'Otranto, postuma, 1992